# Schahan Natali

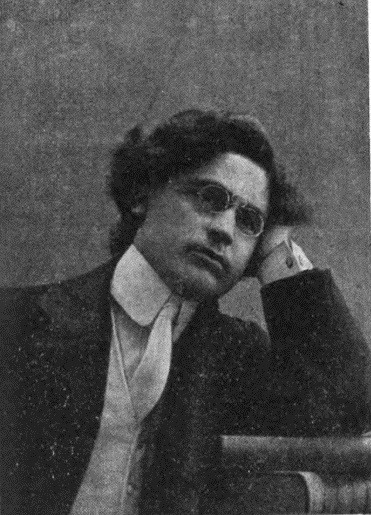
Schahan Natali

Schahan Natali, armenisch Շահան Նաթալի, geboren als Hagop Der-Hagopian (* 1884 im Dorf Husenik bei Harput; † 19. April 1983 in Watertown, Massachusetts) war ein armenischer Revolutionär, Leiter der Operation Nemesis nach dem Ersten Weltkrieg und Schriftsteller. Von seinen Anhängern wurde er Nemesis genannt.

## Leben
Hagop Der-Hagopian besuchte die örtliche armenische Grundschule. Seinen Vater und einen Onkel mütterlicherseits verlor er durch die Pogrome unter Sultan Abdülhamid II. Hagop Der-Hagopian wurde von einer griechischen Nachbarsfamilie drei Tage lang während der Massaker aufgenommen. Er besuchte ein Jahr das bekannte Euphrat-College in Harput. Danach wurde der Halbwaise ins Surp-Hagop-Waisenhaus nach Istanbul geschickt. Er wurde von einem wohlhabenden armenischen Teppichhändler in New York adoptiert. 1897–1900 besuchte er die Berberian-Schule in Istanbul. Zu seinen Lehrern gehörte Retheos Berberian. In seinem Heimatdorf unterrichtete er als Lehrer (1901–1904) an der Schule der Hl.-Varvara-Kirche. Seine Arbeit über den Dialekt der Harputer Armenier wurde von Matheos III. Izmirlian ausgezeichnet. 1904 trat er der Armenischen Revolutionären Föderation (ARF) bei. Im gleichen Jahr emigrierte er in die Vereinigten Staaten. Drei Jahre lang arbeitete er in einer Schuhfabrik. 1908, nach der Wiedereinsetzung der Osmanischen Verfassung kehrte er nach Husenik zurück. Die Adana-Massaker von 1909 veranlassten ihn, erneut das Land zu verlassen. 1910–1912 studierte er an der Universität Boston Literatur, Philosophie und Theater. 1912 versuchte er vergeblich in seine Heimat zurückzukehren. In Griechenland wurde er als Bürger eines Feindstaates im Balkankrieg zurück in die USA geschickt.
In Boston schrieb Schahan Natali für die armenische Monatszeitung Hairenik. Sein Schriftstellername leitete sich von Schah (pers. „König“) und natalis (lateinisch „geboren“) ab und bedeutete königsgeboren. Er wurde ins Zentralkomitee der Armenisch Revolutionären Föderation der USA gewählt. Am 23. März 1915 erhielt Schahan Natali mit dem offiziellen Namen „John Mahy“ die US-amerikanische Staatsbürgerschaft. Schahan Natali nahm vom 27. September bis Ende Oktober 1919 am 9. Generalkongress der ARF in Jerewan teil. Der Kongress beschloss gegen die Stimmen der ostarmenischen Vertreter die Aussöhnung mit der Türkei. Schahan Natali und Grigor Merdschanow planten unter größter Geheimhaltung mit der „Operation Nemesis“ die jungtürkischen Verantwortlichen des Völkermordes an den Armeniern zu liquidieren. Dies geschah gegen den Willen der ARF-Büromitglieder (Simon Wrazjan, Ruben Ter-Minasjan und Ruben Darbinian). Aufgrund einer „schwarzen Liste“ von 200 Personen wurden einige Attentate durchgeführt. Die „Nummer 1“ auf der Liste ist Talât Pascha, der Hauptverantwortliche für den Armeniergenozid. Nach seiner Ermordung durch Soghomon Tehlirian am 15. März 1921 in Berlin wollte sich die ARF mit dem Erfolg, der von Schahan Natalies geplanten Aktion, schmücken. In Tehlirians Memoiren ließ sie u. a. die zwei Kapitel über die Planung durch Schahan Natali löschen.
Weiterhin fielen der „Operation Nemesis“ folgende Personen zum Opfer: Behbud Xan Cavanşir, damaliger Innenminister von Aserbaidschan und Organisator der Bakuer Pogrome gegen Armenier 1918 (ermordet von Misak Torlakian am 18. Juli 1921 in Istanbul), Said Halim Pascha, ehemaliger osmanischer Premierminister (ermordet von Arschawir Schirakjan am 5. Dezember 1921 in Berlin), Ghasik Bekow (ermordet von Aram Jerkanjan 1919 in Tiflis), Sarafow und Chan Chujsk (ermordet von Aram Jerkanjan 1920 in Tiflis), Behaeddine Schakir Bey, Führer der Spezialeinheit Teşkilât-ı Mahsusa (ermordet von Aram Jerkanjan am 17. April 1922 in Berlin), Dschemal Asmi, bekannt unter dem Namen „das Monster von Trabzon“ (ermordet am 17. April 1922 in Berlin) und Cemal Pascha (jungtürkischer Verteidigungsminister, ermordet von Stepan Dzaghigian und Bedros D. Boghosian am 25. Juli 1922 in Tiflis).
Die antisowjetische ARF-Führung missbilligte diese Exekutionen, da eine Annäherung Armeniens mit der Türkei für notwendig erachtet wurde. Mehrere armenische Kollaborateure des Völkermordes wurden ebenfalls umgebracht.
1924 wurde Schahan Natali am 10. Generalkongress der ARF in Paris zum Büromitglied gewählt, gemeinsam mit Schawarsch Misakian, Ruben Ter-Minasjan und Aram Dschamalian. Gegenüber den drei türkeifreundlichen Stimmen des Büros befand Natali sich in der Minderheit. Nationalistische Revolutionäre baten 1925 die ARF-Führung, Beziehungen mit der Sowjetregierung aufzunehmen und dadurch Sowjetarmenien zu unterstützen. Die Führung verschleppte die Prüfung der Frage und Entscheidung.
Am 29. Dezember 1926 entschied das ARF-Büro mit vier zu eins (Schahan Natali) Stimmen, die Türkei als Verteidigerin der kaukasischen Völker zu betrachten.
1928 spitzten sich die Spannungen in der ARF-Führung zu. Am 11. Generalkongress der ARF (27. März – 2. Mai 1929) in Paris wurde Schahan Natali zusammen mit einer Reihe von Gefährten aus der Partei ausgeschlossen. Die Dissidenten gründeten in Paris die Zeitschrift Mardgots („Bastion“). Um den Einfluss der Dissidenten auf die ARF auf ein Minimum zu verringern, verlegte die ARF-Führung den Hauptsitz der Partei von Paris nach Kairo. Geheimdienste sowie die ARF versuchten die Bewegung mit Attentaten auf die sowjetfreundlichen Dissidenten zu schwächen.
Vor dem Ausbruch des Zweiten Weltkrieges kehrte Schahan Natali in die USA zurück und leitete von 1943 bis 1953 die Neuengland-Sektion der Armenischen Allgemeinen Wohltätigkeitsunion.

## Werke

### Kurzgeschichten, Lyrik und Dramen
- Օրէնքի եւ Ընկերութեան Զոհերէն („Von den Opfern des Gesetzes und der Gesellschaft“). Boston: Hairenik, 1909.  63 Seiten.  Kurzgeschichten.
- Ամպեր („Wolken“). Lyrik. Hairenik, Boston 1909.
- Քաւութեան երգեր („Busslieder“). Lyrik. Hairenik, Boston 1915.
- Սերի եւ ատելութեան երգեր („Liebes- und Hasslieder“). Lyrik. Hairenik, Boston 1915.
- Վրէժի աւետարան („Das Evangelium der Rache“). Lyrik. New York: Armenien, 1918.
- Ասլան Բեկ („Aslan Beg“). Tragödie in drei Akten. Hairenik, Boston 1918.
- Քեզի („Dir“). Lyrik. Boston 1920. (begonnen 1904)

### Politische Schriften
- Թուրքիզմը Անգորայէն Բագու եւ Թրքական Օրիէնթասիոն („Türkismus von Angora bis Baku und die türkische Ausrichtung“). Nor Or, Athen 1928.
- Թուրքերը եւ Մենք („Die Türken und Wir“). Nor Or, Athen 1928.
- Ալեքսանդրապօլի Դաշնագրէն 1920-ի Կովկասեան Ապստամբութիւնները  („Vom Vertrag von Alexandrapol zu den 1920er Aufständen im Kaukasus“).  Teil 1 und 2. Arabian Publishing, Marseille 1934–35.
- Երեւանի Համաձայնագիրը  („Die Übereinkunft von Jerewan“).  Boston 1941.
- Գիրք Մատուցման եւ Հատուցման  („Buch der Hingabe und der Abgeltung“). Onipar Publishing, Beirut 1949.

darin:
- Այսպէս Սպաննեցինք („So töteten wir“)
- Յաւելուած („Nachtrag“)

- Վերստին Յաւելուած -- Ալեքսանդրապօլի Դաշնագրի «Ինչպէ՞սն ու ինչո՞ւն» (Weiterer Nachtrag -- „Das Wie und Warum des Vertrags von Alexandropol“). Baikar, Boston 1955.